# Drayson Bowman
Drayson Bowman (né le 8 mars 1989 à Grand Rapids, dans l'État du Michigan) est un joueur américain de hockey sur glace professionnel. Il évolue au poste d'ailier gauche. Son frère Collin Bowman pratique également ce sport.

## Biographie
Drayson Bowman est né à Grand Rapids (Michigan), avant de déménager avec ses parents à Littleton (Colorado), au début des années 1990. Son père est un consultant en finance. 

## Carrière de joueur
Il commence sa carrière en 2001 en évoluant au sein du Tournoi international de hockey pee-wee de Québec. En 2005, il débute avec Chiefs de Spokane dans la Ligue de hockey de l'Ouest. Il a été repêché en 3e ronde, 72e au total par les Hurricanes de la Caroline au repêchage d'entrée de 2007. Les Chiefs remportent la Coupe Ed Chynoweth puis la Coupe Memorial 2008. Il passe professionnel en 2009. Il est assigné aux River Rats d'Albany dans la Ligue américaine de hockey.

## Carrière internationale
Il a représenté les États-Unis en sélections jeunes.

## Trophées et honneurs personnels
Ligue de hockey de l'Ouest
- 2008 : élu dans la seconde équipe d'étoiles de l'ouest.
- 2009 : élu dans la seconde équipe d'étoiles de l'ouest.

## Statistiques

### En club
| Saison     | Équipe                    | Ligue      |     | Saison régulière | Saison régulière | Saison régulière | Saison régulière | Saison régulière |    | Séries éliminatoires | Séries éliminatoires | Séries éliminatoires | Séries éliminatoires | Séries éliminatoires |
| Saison     | Équipe                    | Ligue      | PJ  | B                | A                | Pts              | Pun              | PJ               | B  | A                    | Pts                  | Pun                  |                      |                      |
| 2004-2005  | Chiefs de Spokane         | LHOu       | 4   | 0                | 0                | 0                | 0                | -                | -  | -                    | -                    | -                    |                      |                      |
| 2005-2006  | Chiefs de Spokane         | LHOu       | 72  | 17               | 17               | 34               | 51               | -                | -  | -                    | -                    | -                    |                      |                      |
| 2006-2007  | Chiefs de Spokane         | LHOu       | 61  | 24               | 19               | 43               | 55               | 6                | 2  | 5                    | 7                    | 4                    |                      |                      |
| 2007-2008  | Chiefs de Spokane         | LHOu       | 66  | 42               | 40               | 82               | 62               | 21               | 11 | 9                    | 20                   | 8                    |                      |                      |
| 2008-2009  | Chiefs de Spokane         | LHOu       | 62  | 47               | 36               | 83               | 107              | 12               | 8  | 5                    | 13                   | 8                    |                      |                      |
| 2009-2010  | River Rats d'Albany       | LAH        | 56  | 17               | 15               | 32               | 29               | 8                | 3  | 6                    | 9                    | 12                   |                      |                      |
| 2009-2010  | Hurricanes de la Caroline | LNH        | 9   | 2                | 0                | 2                | 4                | -                | -  | -                    | -                    | -                    |                      |                      |
| 2010-2011  | Hurricanes de la Caroline | LNH        | 23  | 0                | 1                | 1                | 12               | -                | -  | -                    | -                    | -                    |                      |                      |
| 2010-2011  | Checkers de Charlotte     | LAH        | 51  | 12               | 18               | 30               | 53               | 15               | 2  | 6                    | 8                    | 6                    |                      |                      |
| 2011-2012  | Hurricanes de la Caroline | LNH        | 37  | 6                | 7                | 13               | 4                | -                | -  | -                    | -                    | -                    |                      |                      |
| 2011-2012  | Checkers de Charlotte     | LAH        | 42  | 13               | 13               | 26               | 45               | -                | -  | -                    | -                    | -                    |                      |                      |
| 2012-2013  | Checkers de Charlotte     | LAH        | 37  | 14               | 8                | 22               | 21               | -                | -  | -                    | -                    | -                    |                      |                      |
| 2012-2013  | Hurricanes de la Caroline | LNH        | 37  | 3                | 2                | 5                | 17               | -                | -  | -                    | -                    | -                    |                      |                      |
| 2013-2014  | Hurricanes de la Caroline | LNH        | 70  | 4                | 8                | 12               | 16               | -                | -  | -                    | -                    | -                    |                      |                      |
| 2014-2015  | Bulldogs de Hamilton      | LAH        | 62  | 14               | 19               | 33               | 33               | -                | -  | -                    | -                    | -                    |                      |                      |
| 2014-2015  | Canadiens de Montréal     | LNH        | 3   | 0                | 0                | 0                | 0                | -                | -  | -                    | -                    | -                    |                      |                      |
| 2015-2016  | Checkers de Charlotte     | LAH        | 16  | 2                | 2                | 4                | 10               | -                | -  | -                    | -                    | -                    |                      |                      |
| 2015-2016  | Eagles du Colorado        | ECHL       | 3   | 0                | 3                | 3                | 2                | -                | -  | -                    | -                    | -                    |                      |                      |
| 2015-2016  | Checkers de Charlotte     | LAH        | 16  | 2                | 2                | 4                | 10               | -                | -  | -                    | -                    | -                    |                      |                      |
| 2015-2016  | Düsseldorfer EG           | DEL        | 24  | 10               | 7                | 17               | 33               | 5                | 1  | 0                    | 1                    | 4                    |                      |                      |
| 2016-2017  | Düsseldorfer EG           | DEL        | 51  | 11               | 9                | 20               | 24               | -                | -  | -                    | -                    | -                    |                      |                      |
| 2017-2018  | Eagles du Colorado        | ECHL       | 65  | 20               | 35               | 55               | 66               | 20               | 5  | 6                    | 11                   | 14                   |                      |                      |
| Totaux LNH | Totaux LNH                | Totaux LNH | 179 | 15               | 18               | 33               | 53               | -                | -  | -                    | -                    | -                    |                      |                      |

### En équipe nationale
| Année | Équipe         | Compétition |   | PJ | B | A | Pts | Pun             |  | Résultat |
| 2009  | États-Unis Jr. | CM Jr.      | 6 | 3  | 1 | 4 | 6   | Cinquième place |  |          |